# News55
News55 är en svensk nyhetskanal huvudsakligen publicerad på Internet som inriktar sig på nyheter för en publik från 55 år och uppåt, med fokus på seriösa nyheter i stället för skvaller.
I augusti 2017 hade sajten, efter två års verksamhet, 600 000 unika besökare i månaden.
News55 AB är sedan den 21 juli 2017 noterade på NGM Nordic SME.

## Historik
News55 startades i juni 2015 av Artur Ringart och Fredrik Lundberg. News55 har värvat flera erfarna radiopersonligheter och journalister, såsom Karin Fransson, Sven Ekberg och Tommy Engstrand
I kanalens webb-TV fungerade Arne Weise som julvärd på julafton 2015.
Sedan 2024 är News55 en del av Relevance Communication.
Relevance Communication är ett svenskt mediehus som arbetar för att utveckla Nordens ledande datadrivna datasystem för nischmedia och kringliggande tjänster där nytänkande möter relevans och skapar värde för alla.
I Relevance-gruppen finns titlar som News55, Hälsa55, E55, DagensPS, Realtid samt bemanningsbolaget Jobb55. Bolagets aktie är föremål för handel på Nordic SME med Eminova Fondkommission AB som mentor. 
www.relevancecom.se

## Bolagsstyrning
I styrelsen sitter:
- Thomas Lundin, ordförande
- Therese Bohlin
- Fredrik Lundberg

- Staffan Ekberg